# Evo Morales

José Bové en Evo Morales (rechts) in 2002 in Frankrijk op culturAmérica

Juan Evo Morales Ayma (Orinoca (Oruro), 26 oktober 1959) is een Boliviaans boerenleider en politicus. Hij was president van Bolivia van 2006 tot 2019 en daarmee de langst regerende Boliviaanse leider sinds 1839. Op 10 november 2019 kondigde hij zijn ontslag aan na protesten tegen zijn herverkiezing en toenemende onrust in het land.
Morales is de leider van de progressieve Boliviaanse cocalero-beweging, een losse federatie van cocaverbouwende boeren in de provincie Chapare in Zuidoost-Bolivia. Tevens is hij leider van de Boliviaanse politieke partij Movimiento al Socialismo (MAS). In 2005 won hij de verkiezingen, als eerste inheemse leider in de Boliviaanse geschiedenis en werd daarmee begin 2006 president van het land.
Morales sprong steeds in het oog door zijn eenvoudige klederdracht.

## Levensloop
Morales werd geboren in het mijnstadje Orinoca in het Hoogland van Bolivia. Hij was de jongste van zeven kinderen van een Aymara-gezin. Zijn vader werkte in een tinmijn, maar werd ontslagen. In het begin van de jaren tachtig verhuisde het gezin naar de laaglanden in het oosten van Bolivia. De Morales vestigden zich in Chapare, waar ze zich bezighielden met landbouw, inclusief de verbouw van coca, dat in Bolivia traditionele toepassingen kent (kauwen, thee). Morales was lamaherder, muzikant, werkte in de cocateelt, werd vervolgens vakbondsman en werd in 1997 in het congres van Bolivia gekozen als vertegenwoordiger van de cocaleros uit de provincies Chapare en Carrasco de Cochabamba. Hij kreeg 70% van de stemmen – het hoogste percentage van de 68 parlementsleden die rechtstreeks werden gekozen.

### Verkiezingen 2002
In januari 2002 moest Morales zijn parlementszetel inleveren. Zogenaamd wegens een beschuldiging van terrorisme in verband met rellen in Sacaba eerder die maand waarbij vier cocaboeren, drie soldaten en een politieman waren omgekomen, maar naar verluidt onder aanzienlijke druk van de Amerikaanse ambassade.
Desondanks kondigde Morales aan dat hij kandidaat was voor de verkiezingen die op 27 juni zouden worden gehouden. In maart werd zijn verwijdering uit het parlement ongrondwettig verklaard, maar Morales zou zijn zetel pas weer bezetten op 4 augustus toen het nieuwe parlement werd ingezworen. MAS stond in de opiniepeilingen op slechts 4% van de stemmen, maar voerde met beperkte middelen een inventieve campagne. Op het verkiezingsaffiche werd rechtstreeks naar de Amerikaanse bemoeienis van ambassadeur Manuel Rocha verwezen. Er prijkte een grote foto van Morales op met daarboven de tekst "Bolivianen: jullie beslissen. Wie trekt er aan de touwtjes? Rocha, of de stem van het volk." De impact van de poster was enorm en er moesten vele honderdduizenden exemplaren worden bijgedrukt.
Geen van de kandidaten van de grote Boliviaanse partijen wilde met Morales in debat. Morales vertelde de pers in juni dat hij daar ook geen behoefte aan had: "De enige met wie ik in debat wil is ambassadeur Rocha — ik verkies te debatteren met de circusdirecteur, niet met de clowns."
Enkele dagen voor de verkiezingen waarschuwde ambassadeur Rocha nog dat de Amerikaanse hulp aan Bolivia in gevaar zou worden gebracht als zou worden gestemd voor politici die van Bolivia een grote cocaïne-exporteur zouden willen maken. Desondanks stemden veel Bolivianen op MAS, vooral in het Hoogland van Bolivia. MAS haalde uiteindelijk 20,94% van de stemmen, slechts een paar procent minder dan de winnende partij. Na afloop bedankte Morales de Amerikaanse ambassadeur voor het succes van zijn partij.
Omdat hij weigerde een compromis te sluiten werden Morales en MAS uitgesloten van de coalitie die ten slotte bepaalde wie de president zou worden. Dit werd Gonzalo Sánchez de Lozada. MAS werd in het congres een sterke oppositiepartij, met Morales als leider en begenadigd spreker. De partij hield zich buiten de stakingsoproep van de Boliviaanse Vakbond (COB) op 29 september 2003, maar Morales was wel betrokken bij de aanhoudende protesten in de hoofdstad die ten slotte in juni 2005 leidden tot het aftreden van president Mesa.

### Morales wint verkiezingen 2005
Als gevolg van diens aftreden werden de verkiezingen van 2007 vervroegd tot december 2005. Morales had inmiddels in maart 2005 al verklaard dat MAS klaar was om Bolivia te gaan regeren. Op 21 augustus koos hij de linkse ideoloog, socioloog en wiskundige Álvaro García Linera als zijn vicepresidentskandidaat. Op 4 december voorspelden opiniepeilingen dat MAS de grootste partij zou worden, met ongeveer 32% van de stemmen. Op 18 december won Morales de verkiezingen, als eerste inheemse leider in de Boliviaanse geschiedenis.
Aan de vooravond van zijn inauguratie op 21 januari 2006, woonde Evo Morales een indiaanse ceremonie bij op de plek van de oude stad Tiwanaku. Evo Morales is een afstammeling van de Aymará, de nazaten van de Tiwanaku. Een van zijn eerste regeringsdaden was de afschaffing van het ministerie van Indiaanse zaken, dat hij een racistische instelling noemde in een land waar drie vijfde van de inwoners Indianen zijn.

### Herkozen in 2009
In december 2009 werd Morales met ruime meerderheid herkozen tot president van Bolivia. Hij kreeg iets meer dan 60% van de stemmen, waarmee een tweede ronde overbodig werd. Manfred Reyes Villa, zijn belangrijkste opponent, kreeg ongeveer een vijfde van de stemmen. Aanvankelijk voorzag de grondwet van het land niet in een herverkiezing, maar begin 2009 stemde een meerderheid van de bevolking via een referendum echter in met een grondwetswijziging waardoor Morales nog een keer kon meedoen aan de verkiezingen.
In mei 2013 werd een controversiële wet getekend waardoor Morales zich verkiesbaar kan stellen voor een derde termijn. Morales kwam kort na zijn aantreden in 2006 zelf met een nieuwe grondwet waarin staat dat een president slechts twee termijnen kan dienen. In 2010 werd Morales opnieuw verkozen. Het Constitutioneel hof besloot echter dat de eerste termijn van Morales niet meetelt, omdat deze viel onder de oude grondwet. De oppositie was het hier niet mee eens. Zij vonden de wet onconstitutioneel en onder de oude grondwet kon de president slechts één keer herkozen worden. Ze beschuldigden Morales ervan de rechterlijke macht te misbruiken om onbeperkte tijd aan de macht te kunnen blijven.

### Herkozen in 2014
In oktober 2014 vonden de tweede verkiezingen plaats op basis van de nieuwe grondwet uit 2009. Morales werd opnieuw gekozen en zijn partij kreeg 61% van de stemmen. Hij won in alle departementen met een uitzondering, het departement Beni. In beide kamers van het parlement heeft zijn partij de absolute meerderheid. Zijn belangrijkste opponent Medina van de politieke partij Unitad Nacional kreeg een kwart van de stemmen.

### Mogelijke vierde termijn
In februari 2016 werd een grondwetswijziging via een referendum door het merendeel van de kiezers afgewezen. Onderdeel van de wijziging was een extra termijn voor de president. Ondanks deze uitslag werd Morales opnieuw verkozen tot presidentskandidaat van de MAS in december 2016. De volgende presidentsverkiezingen waren in 2019 . Morales werd al drie keer eerder president en volgens de grondwet van Bolivia mag hij maar twee termijnen aanblijven. De oppositie noemt een nieuw kandidaatschap van Morales ongrondwettelijk.
Eind november 2017 deed het Constitutioneel hof uitspraak over een mogelijke vierde termijn voor Morales. Aanvankelijk zei Morales de uitslag van het referendum te respecteren, maar maakte toch een zaak aanhangig bij het hof. Het hof besloot dat Morales toch voor een vierde termijn kon gaan. Bij een verkiezingsoverwinning in 2019 zou daarmee een verlenging van zijn ambtstermijn tot 2025 mogelijk worden.

### Verkiezingscrisis 2019
In oktober 2019 haalde Morales meer stemmen dan de acht andere kandidaten. Bij de verkiezingen is een tweede ronde nodig als het verschil met nummer twee kleiner is dan 10%. Oud-president Carlos Mesa was zijn belangrijkste tegenkandidaat. Tegenstanders van Morales vermoedden fraude om een tweede verkiezingsronde te voorkomen. De spanningen in het land liepen op en aanhangers van beide kandidaten gingen in groten getale de straat op. Met bijna 100% van de stemmen geteld, verklaarde Morales zichzelf als winnaar, hij claimde 47,08% van de stemmen versus 36,51% voor Mesa.
De betwiste verkiezingsuitslag leidde tot steeds meer gewelddadige ongeregeldheden in het land, vooral toen ook de Organisatie van Amerikaanse Staten onregelmatigheden bij de verkiezingen constateerde. Er was sprake van een crisissituatie en grote verdeeldheid in het land.
De protesten hielden aan en op 10 november verklaarde Morales dat hij zijn ontslagbrief had ingediend bij de regering. Ook vicepresident Linera en voorzitter van de senaat Salvatierra stapten op. Op zijn aftreden was aangedrongen door de legerleiding. De commandant van de nationale strijdkrachten Generaal Williams Kaliman bevestigde tegenover de pers hem te hebben verzocht afstand te doen van zijn presidentiële mandaat "opdat de vrede kan worden hersteld en de stabiliteit voor het welzijn van Bolivia kan worden gehandhaafd". Hijzelf en het bevriende staatshoofd van Cuba en de minister van buitenlandse zaken van Mexico, Miguel Díaz-Canel en Marcelo Ebrard, spraken vanwege deze bemoeienis door het leger met de politiek over een coup. The New York Times berichtte dat hij vanuit La Paz uitweek naar Chimoré in Cochabamba toen duidelijk werd dat het leger zich tegen hem keerde.
Volgens Morales zou er een “illegaal aanhoudingsbevel” tegen hem zijn uitgevaardigd. Volgens oppositieleider Luis Fernando Camacho was er inderdaad een aanhoudingsbevel en zouden politie en leger op zoek zijn naar hem. De politie zelf weersprak dit.

### Tijdelijk vertrek naar buitenland
Morales vertrok naar het buitenland, eerst naar Mexico en vervolgens naar Argentinië toen een linkse regering daar werd geïnstalleerd in december 2019. In de verkiezingen van oktober 2020 behaalde de MAS een grote overwinning. De presidentskandidaat Luis Arce haalde 55,1% van de stemmen tegenover 28,8% voor zijn uitdager Carlos Mesa. Morales is met een Venezolaans regeringsvliegtuig van Argentinië naar Venezuela gevlogen, en dit lijkt een tussenstop met als uiteindelijk doel Bolivia. Op 9 november 2020 keerde hij terug naar Bolivia, waar hij warm werd onthaald door zijn aanhangers.

### Terugkeer in Bolivia
Na zijn terugkeer in november 2020 hervatte Morales zijn politieke activiteiten in eigen land, onder meer als partijleider van de MAS en cocalero-voorman in de Chapare-regio. In december 2020 ontstonden er interne spanningen binnen de MAS bij het selecteren van kandidaten voor de regionale verkiezingen van 2021. Tijdens een partijbijeenkomst in Lauca Ñ liep de situatie uit de hand: ontevreden leden eisten politieke vernieuwing en gooiden met stoelen, waarbij een stoel Morales op het hoofd raakte. Morales stelde dat rechtse infiltranten de partij wilden verdelen, maar het incident maakte duidelijk dat zijn dominantie binnen de partij niet onbetwist was. Enkele weken later testte Morales positief op COVID-19; hij werd behandeld in een privékliniek en herstelde volledig.
In februari 2021 keurde de Plurinationale Wetgevende Vergadering een presidentieel decreet goed dat amnestie verleende aan personen die vervolgd waren onder het interim-regime van Jeanine Áñez. Daarmee vervielen ook de aanklachten tegen Morales die tijdens diens ballingschap waren ingediend.
In de jaren na de machtswissel bleef Morales een invloedrijke maar omstreden figuur in de Boliviaanse politiek. Gaandeweg verslechterde de relatie tussen hem en president Luis Arce, zijn voormalige minister van Economie. In 2023 ontstond er openlijk conflict over de vraag wie de MAS-kandidaat zou worden bij de presidentsverkiezingen van 2025. In december van dat jaar oordeelde het Boliviaanse Grondwettelijk Hof dat niemand meer dan twee presidentiële termijnen mag dienen, ongeacht of die opeenvolgend zijn, wat Morales diskwalificeerde voor een nieuwe kandidatuur. Morales betwistte het vonnis en noemde het een politieke strategie om hem buiten spel te zetten.